# Meszes-barlang
A Meszes-barlang a Duna–Ipoly Nemzeti Parkban lévő Gerecse hegységben, a Gerecsei Tájvédelmi Körzetben található egyik barlang.

## Leírás
A Gerecse déli peremén, Tatabánya külterületén, a Kő-hegy fennsíkjának kelet–délkeleti részén lévő Lengyel-barlang mellett van függőleges tengelyirányú bejárata.
2010-ben volt először Meszes-barlangnak nevezve a barlang az irodalmában. Előfordul a barlang az irodalmában Meszes-gödör (Polacsek, Ba 2019) néven is.

## Kutatástörténet
A 2009. január 31-i, a 2009. március 28-i, a 2009. május 31-i, a 2009. augusztus 30-i, a 2009. október 31-i, a 2009. december 30-i, a 2011. január 30-i, a 2011. április 29-i, a 2011. július 30-i, a 2011. október 29-i, a 2014. február 9-i, a 2014. március 8-i, a 2014. július 1-i és a 2014. december 26-i barlangbejárásokkor a Gerecse Barlangkutató és Természetvédő Egyesület megállapította, hogy nincs benne denevér.
A 2018. évi Tatabányai barlangkutatás című kéziratban az olvasható, hogy a Meszes-gödör a Gerecse Barlangkutató és Természetvédő Egyesület utolsó feltáró munkája. Az egyesület nagy mélyedést hagyott maga után. A 25–30 m átmérőjű töbör aljában ásott akna 2010 körül állítólag üreget ért, de azt Polacsek Zsolt nem látta és szerinte a hely barlangkataszterbe vétele is erős túlzás.

## Denevér-megfigyelések
| Dátum               | Denevérfaj | Egyedszám |
| ------------------- | ---------- | --------- |
| 2009. január 31.    | –          | –         |
| 2009. március 28.   | –          | –         |
| 2009. május 31.     | –          | –         |
| 2009. augusztus 30. | –          | –         |
| 2009. október 31.   | –          | –         |
| 2009. december 30.  | –          | –         |
| 2011. január 30.    | –          | –         |
| 2011. április 29.   | –          | –         |
| 2011. július 30.    | –          | –         |
| 2011. október 29.   | –          | –         |
| 2014. február 9.    | –          | –         |
| 2014. március 8.    | –          | –         |
| 2014. július 1.     | –          | –         |
| 2014. december 26.  | –          | –         |